# (184784) Bettiepage
(184784) Bettiepage est un astéroïde de la ceinture principale.

## Description
(184784) Bettiepage est un astéroïde de la ceinture principale. Il fut découvert le 3 octobre 2005 aux Monts Santa Catalina par le projet CSS. Il présente une orbite caractérisée par un demi-grand axe de 3,08 UA, une excentricité de 0,08 et une inclinaison de 8,6° par rapport à l'écliptique.

## Compléments